# Yamaha TZ 350
Die Yamaha TZ 350 war ein käufliches Rennmotorrad des japanischen Herstellers Yamaha, das von 1973 bis 1982 in der Motorrad-Weltmeisterschaft von Privatfahrern eingesetzt wurde. Die Grundlage des Production-Racers bildete die Werksmaschine.
Wegen ihrer Zuverlässigkeit und wegen des geringeren Verbrauchs wurde die Yamaha TZ 350 selbst im Rahmen der Formel 750 eingesetzt. Der Finne Jarno Saarinen gewann 1973 mit der 350er Werksmaschine die Daytona 200 und die 200 Meilen von Imola gegen Rennmotorräder mit 750 cm³ Hubraum.
Der Privatfahrer Jon Ekerold gewann 1980 die Motorrad-Weltmeisterschaft in der Klasse bis 350 cm³ auf einer Yamaha Production-Racer mit Bimota-Fahrwerk.

## Geschichte und Technik
Die wassergekühlte TZ-Baureihe der käuflichen Rennmaschinen mit kleinem Hubraum (250 und 350 cm³) wurde Ende 1972 vorgestellt und löste die luftgekühlten Varianten Yamaha TD und Yamaha TR ab, die im Prinzip von getunten Serienmotoren angetrieben wurden. Das Bohrung-Hub-Verhältnis von 64 × 54 mm wurde von der TR 3 übernommen. Die erste Modellreihe (TZ 350 A) des wassergekühlten Twins mit kontaktloser Thyristor-Magnetzündung hatte bereits eine Leistungsabgabe von 60 PS, die letzte Variante (TZ 350 F/H) 72 PS. Während die Membransteuerung in die Serienproduktion übernommen wurde, entschloss sich Yamaha bei der Production-Racer auf die Kolbenkantensteuerung zurückzugreifen. Die Frischölautomatik wurde auch von einigen Privatfahrern problemlos auf Mischungsschmierung (1 : 20) umgerüstet. Diese Motorbasis bildete die Vorlage für die 1974 erschienene Yamaha TZ 750, mit verkleinerter Bohrung wurde die nahezu baugleiche Yamaha TZ 250 angeboten.
Über ein Sechsganggetriebe wurde die Leistung über eine Kette an das Hinterrad übertragen. Das Fahrwerk bestand aus einem Doppelschleifen-Rohrrahmen mit Teleskopgabel und bis 1975 (TZ 350 B) mit zwei Federbeinen an der Hinterradschwinge, danach war es eine Cantileverschwinge mit Zentralfederbein. Die Reifengröße veränderte sich im Laufe der Entwicklung von 2.75–18 auf 3.00–18 vorne und von 3.00–18 auf 3.50–18 hinten. Bis 1975 hatte das Rennmotorrad eine Duo-Duplex-Bremse am Vorderrad und eine Duplexbremse am Hinterrad. Mit dem Modell TZ 350 C (1976) wurde die Scheibenbremse (rechts) eingeführt. Der Benzintank fasste 23 Liter, der Ölvorrat betrug 1,6 Liter.

## Technische Daten
|                        | TZ 350            | TZ 350 B          | TZ 350 C           | TZ 350 D–E         | TZ 350 F–H         |
| Baujahr                | 1973–74           | 1975              | 1976               | 1977–78            | 1979–81            |
| Leistung/bei           | 60 PS 9.500 min−1 | 60 PS 9.500 min−1 | 62 PS 10.000 min−1 | 64 PS 10.500 min−1 | 72 PS 11.000 min−1 |
| Radstand               | 1331 mm           | 1331 mm           | 1316 mm            | 1316 mm            | 1321 mm            |
| Lenkkopfwinkel in Grad | 62,5              | 62,5              | 62,5               | 62,5               |                    |
| Nachlauf in mm         | 90                | 90                | 75                 | 75                 |                    |
| Leergewicht in kg      | 115               | 115               | 118                | 118                | 108                |

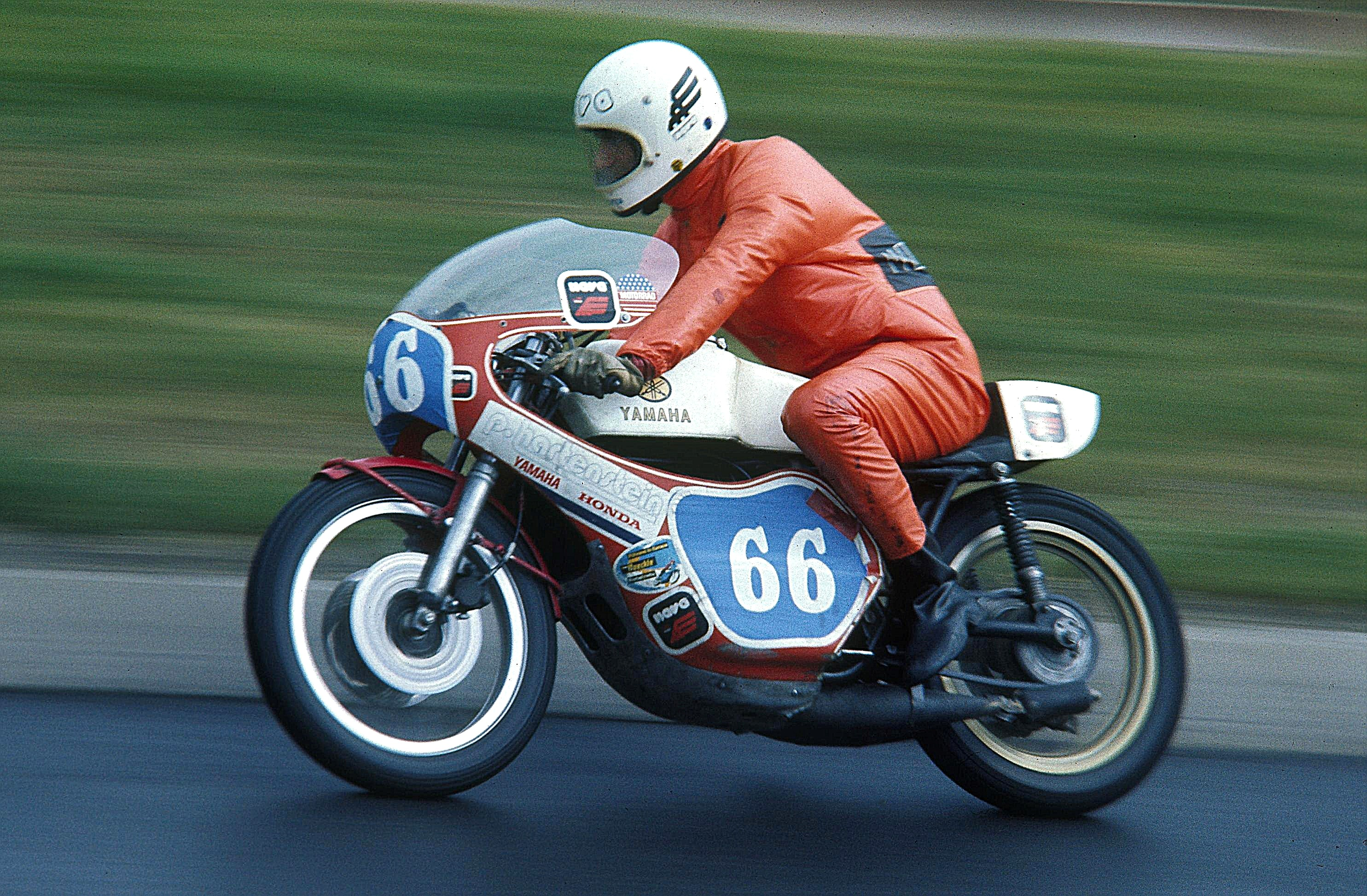
Helmut Dähne auf Yamaha TZ 350 B
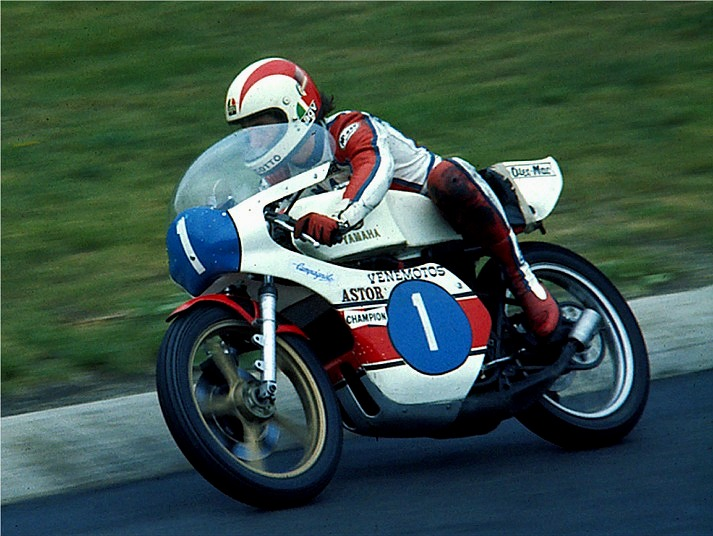
Johnny Cecotto auf Yamaha TZ 350 C
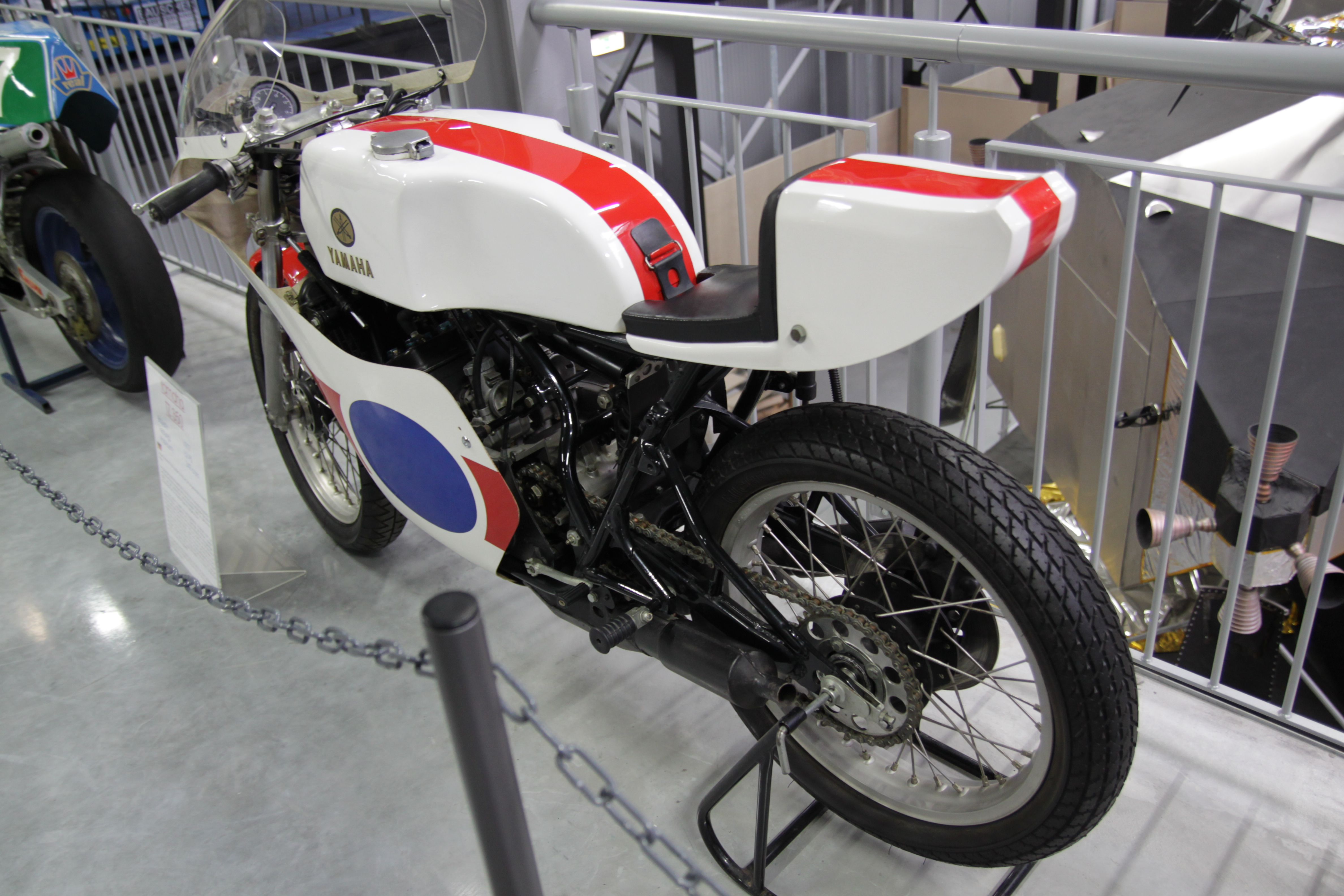
Yamaha TZ 350 F
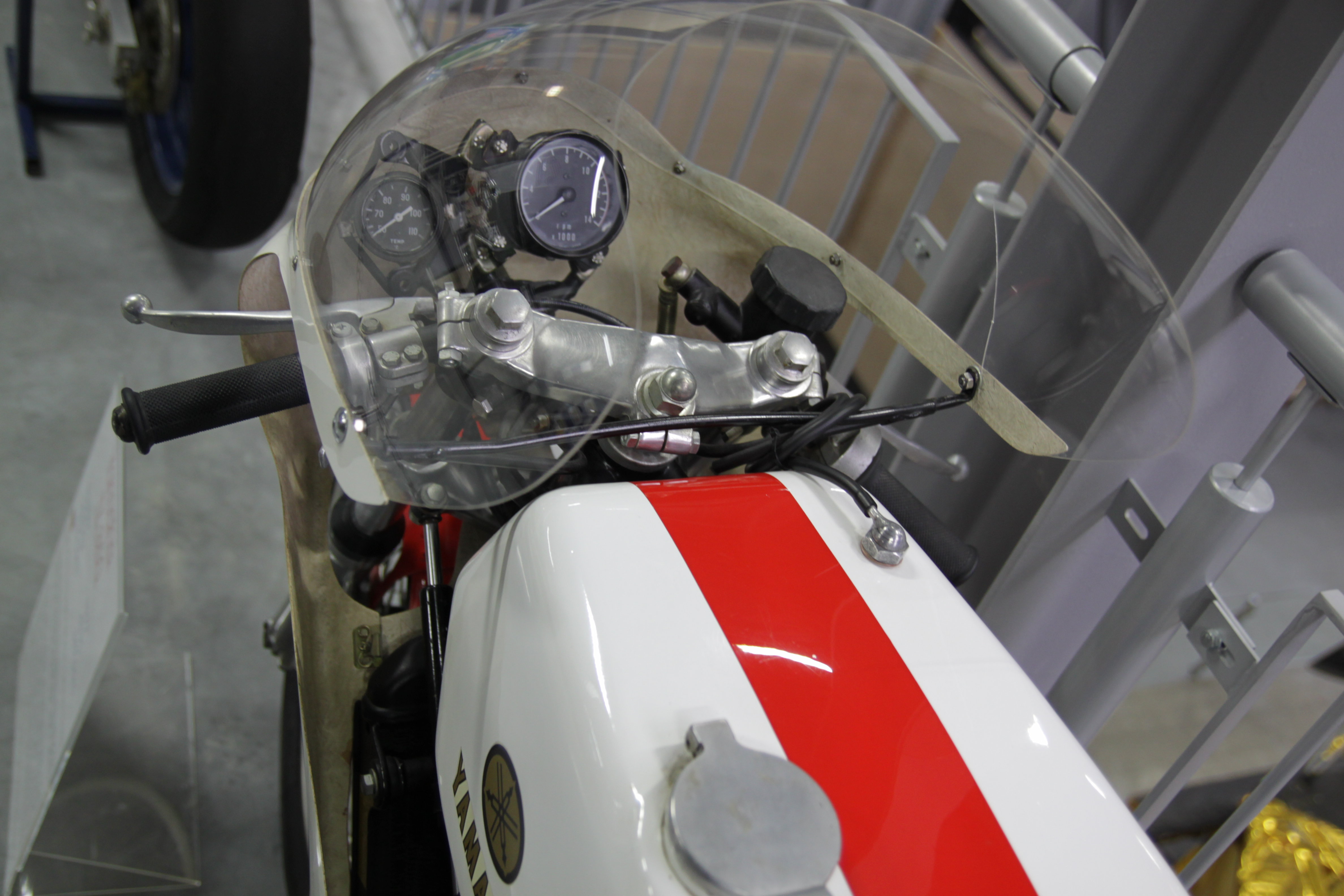
Yamaha TZ 350 F
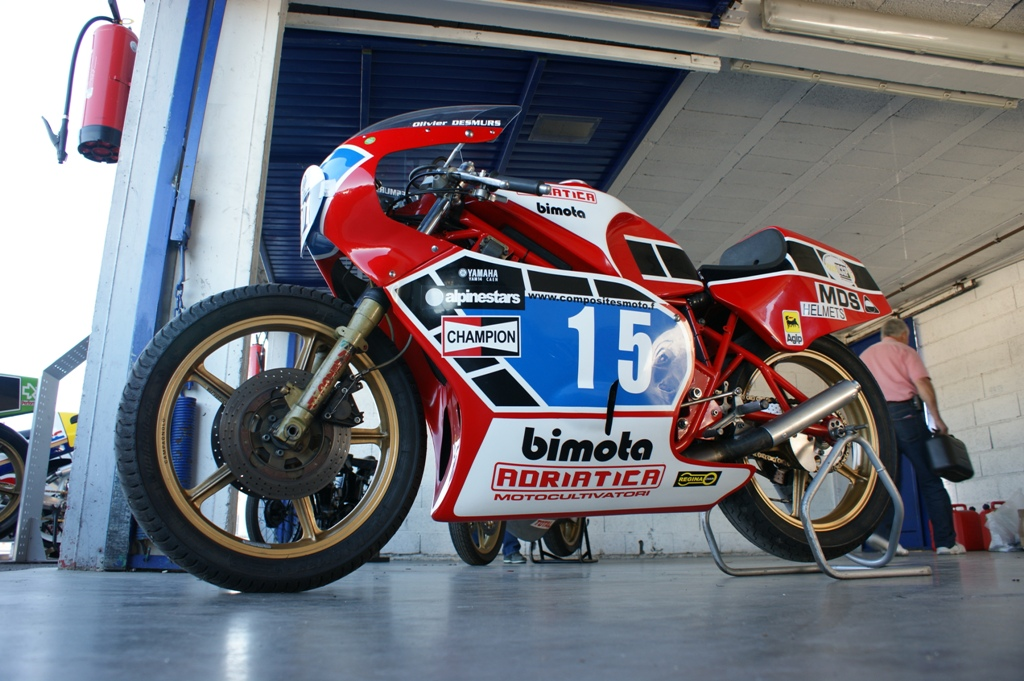
Bimota-Yamaha TZ 350

## Fahrwerkskit
Verschiedene Motorradteilehersteller und Tuner boten zur Verbesserung der Fahrstabilität komplette Motorradrahmen oder Fahrwerkskits für die TZ 350 an: unter anderem Bimota, JJ Cobas, Egli, Tony Foale, Norman Hossack, Bakker und Jamathi.

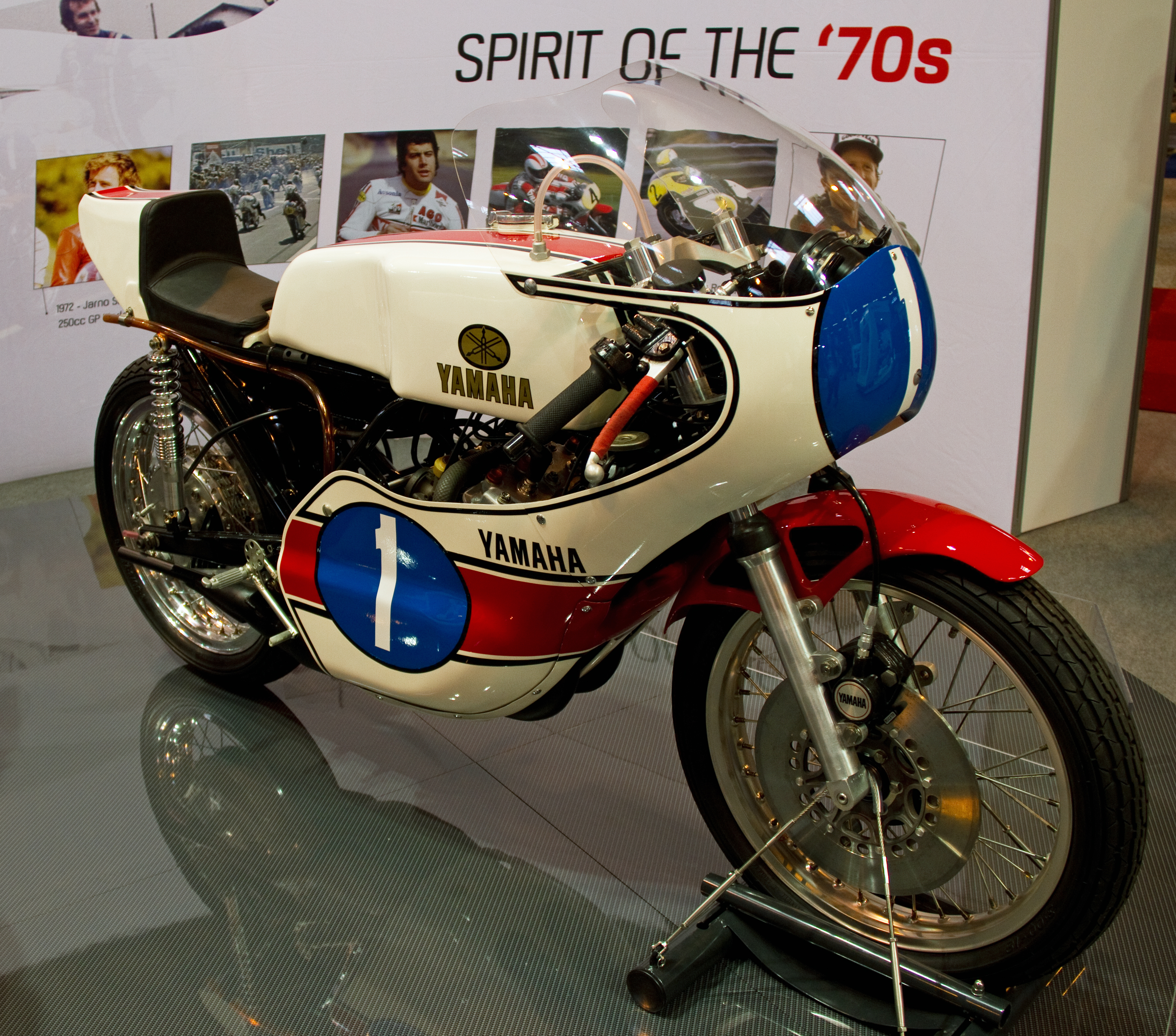
Yamaha OW16 von Giacomo Agostini (1974)
im Gegensatz zu Teuvo Länsivuori´s OW16 mit einer Bremsscheibe

## Yamaha OW16
Die Werksmaschine OW16, die 1973 für Teuvo Länsivuori entwickelt wurde, war eine Leichtversion der käuflichen TZ 350. Die von Länsivuori in Assen eingesetzte Maschine wog 96 kg und wurde mit einer Leistung von 68 PS bei 11.000/min angegeben. Giacomo Agostini, der 1974 als Werksfahrer von MV Agusta zu Yamaha wechselte, gewann in diesem Jahr mit fünf Siegen souverän die Motorrad-Weltmeisterschaft in der Klasse bis 350 cm³. Das Mindergewicht wurde durch die Verwendung von Magnesium am Kurbelgehäuse, Vergasern und Felgen, Aluminium an Stoßdämpfer und Bremspedal sowie einen kürzeren Chrom-Molybdän-Stahlrahmen erzielt. Diesen Vorteil machte die OW16 weitaus handlicher und in der Beschleunigung besser als die Production TZ 350; in der Höchstgeschwindigkeit war die OW16 dem Production-Racer nicht wesentlich überlegen.